# Baru (historietista)
Baru (Hervé Barulea, n. Thil, Meurthe y Mosela, 29 de julio de 1947) es un autor francés de historieta.

## Biografía
Estudió en la Universidad de Nancy, primero Matemáticas y Física y más tarde Educación Física. Trabajó posteriormente como profesor de esta disciplina en el colegio Jacques Callot de Neuves-Maisons, cerca de Nancy. En la actualidad enseña en la Escuela Superior de Arte de Metz.
Debutó como historietista en 1982 en las páginas de la revista Pilote. En 1985 fue galardonado con el Premio Alfred a la mejor ópera prima en lengua francesa en el Festival de Angulema de 1985, por el primer tomo de su serie Quéquette blues, y en 1996 se le concedió el Premio Alph-Art al mejor álbum por La autopista del sol. En 2010 recibió el Gran Premio de la Ciudad de Angulema por el conjunto de su trayectoria. 

## Estilo
El tema más recurrente en la obra de Baru es la clase trabajadora, y muy especialmente la del este de Francia y los inmigrantes italianos. En este sentido es un buen ejemplo Les années Spoutnik, una obra autobiográfica que muestra la vida de los niños en las ciudades obreras de Lorena durante los años 50.
Se ha señalado la influencia que sobre su estilo han ejercido autores como Reiser y José Muñoz.

## Obras
- Quéquette blues, Dargaud, (3 tomos reunidos en una edición integral en Albin Michel en 1991 con el título de Roulez Jeunesse !, después en Casterman en 2005)

1. Part. Ouane, 1984
2. Part. Tou, 1986
3. Part. Tri, 1986

- La Piscine de Micheville, Dargaud, 1985 (rééd. Albin Michel, 1993 ; puis Les Rêveurs, 2009, édition augmentée)
- La Communion du Mino, Futuropolis, 1985
- Vive la classe!, Futuropolis, 1987
- Cours, camarade!, Albin Michel, 1988
- Le Chemin de l'Amérique, scénario de Jean-Marc Thévenet, Albin Michel, 1990 (reed. Casterman 1998)
- L'Autoroute du soleil, Casterman, 1995 (reed. en dos tomos en 2002)
- Sur la route encore, Casterman, 1997
- Bonne année, Casterman, 1998
- Les Années Spoutnik, Casterman

1. Le Pénalty, 1999
2. C'est moi le chef!, 2000
3. Bip bip !, 2002
4. Boncornards Têtes-de-lard !, 2003

- L'Enragé, colección Aire Libre, Dupuis

1. Tomo 1, 2004
2. Tomo 2, 2006

- Pauvres Zhéros, adaptación y guion de Pierre Pelot, Rivages/Casterman/Noir, 2008 - (Selección oficial del Festival de Angulema 2009)